# ماریان کوشوسکی

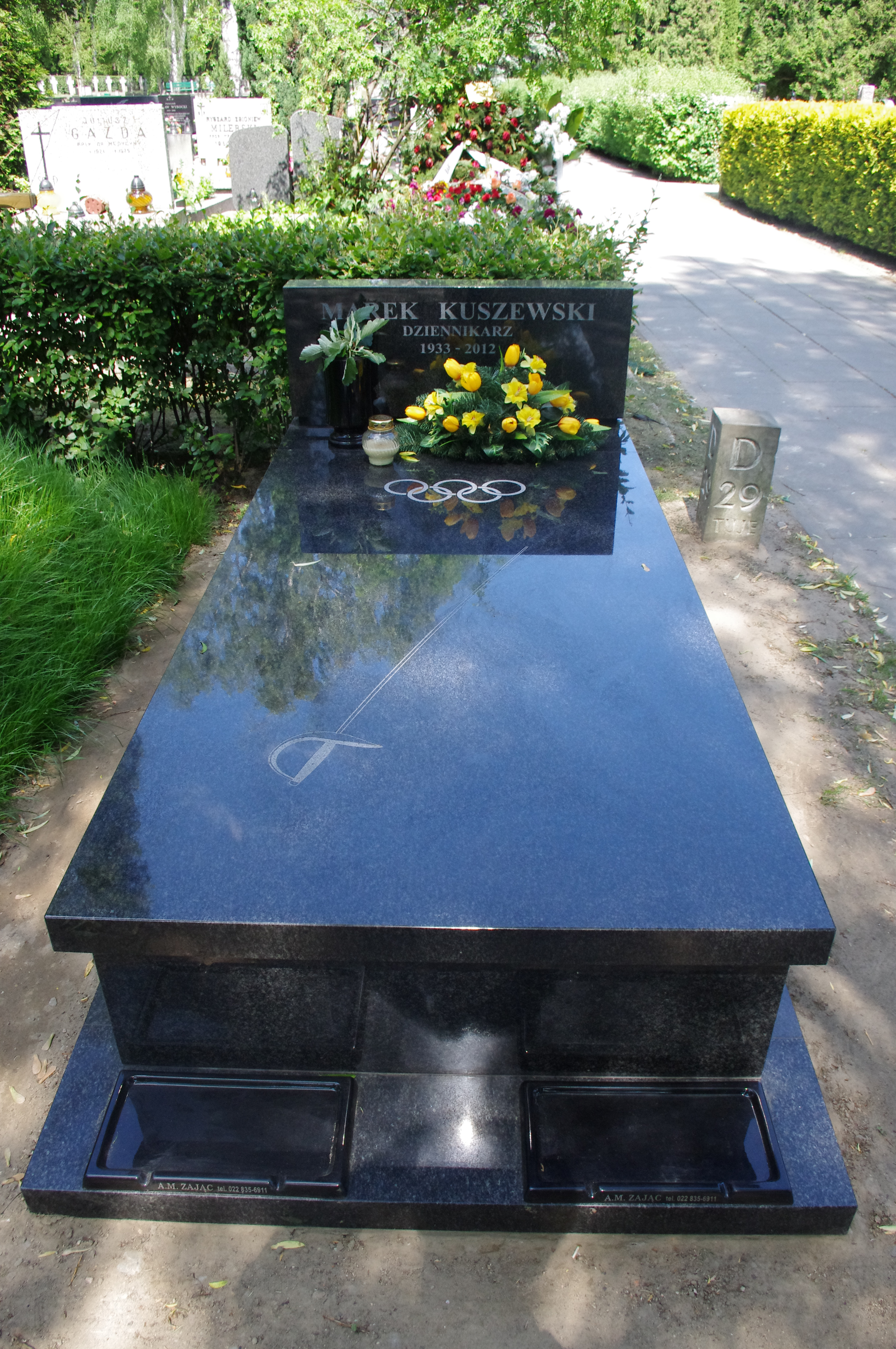
سنگ‌قبر ماریان کوشوسکی

ماریان کوشوسکی (انگلیسی: Marian Kuszewski; ۳۱ اکتبر ۱۹۳۳ – ۵ مارس ۲۰۱۲) ورزشکار شمشیربازی اهل لهستان بود.
وی در مسابقات کشوری و بین‌المللی در مجموع برندهٔ ۲ مدال نقره شده‌است.